# هجوم غرب الحسكة
كان هجوم غرب الحسكة، الذي أطلق عليه الأكراد عملية القائد روبار قامشلو، عملية عسكرية خلال شهر مايو 2015 في محافظة الحسكة، خلال الحرب الأهلية السورية، قامت بها وحدات حماية الشعب الكردية والقوات المتحالفة معها ضد تنظيم الدولة الإسلامية في العراق والشام. وفي 31 مايو 2015، ومع انتهاء معظم العمليات الهجومية في غرب محافظة الحسكة، تم توسيع الجزء من الهجوم في ريف رأس العين إلى منطقة تل أبيض، في شمال محافظة الرقة.

## الهجوم

### ريف تل تمر وجبل عبد العزيز

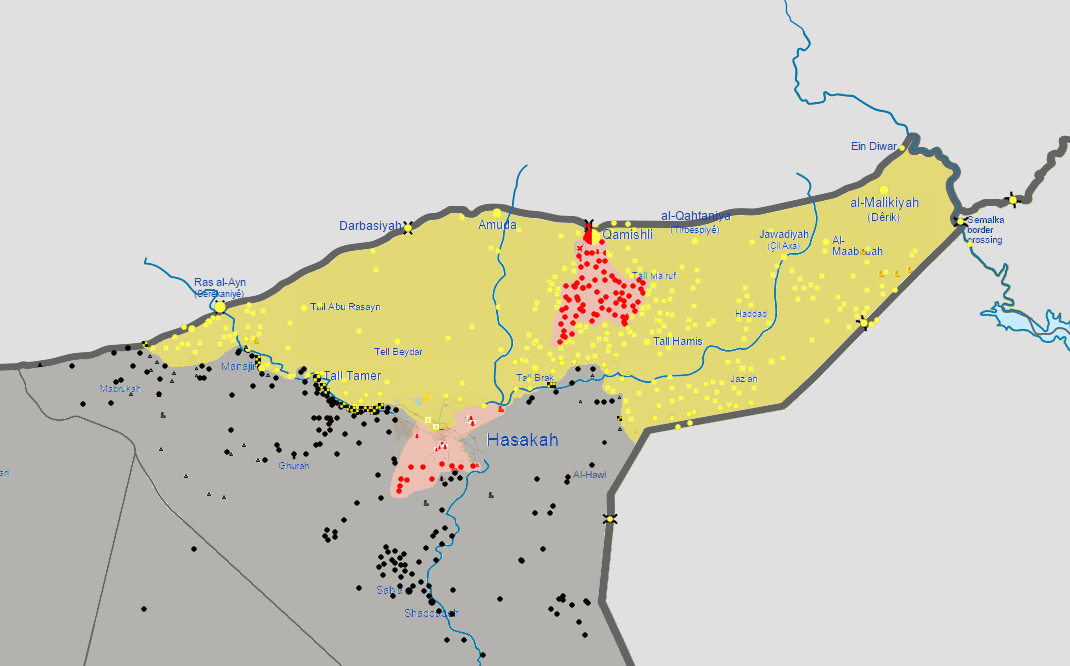
خريطة المكاسب القصوى التي حققها تقدم تنظيم الدولة الإسلامية في العراق والشام خلال هجوم شرق الحسكة، بحلول منتصف ن أبريل 2015.

في 6 مايو 2015، شنت القوات الكردية هجوما في منطقة تل تمر لاستعادة الأراضي التي كانت قد خسرتها سابقا لدى تنظيم الدولة الإسلامية في العراق والشام. وعلى مدى الأيام الثلاثة التالية، تقدمت وحدات حماية الشعب في منطقة عالية، شمال غرب تل تمر، وفي أماكن أخرى، بينما دعمتها الضربات الجوية للتحالف الذي تقوده الولايات المتحدة.
وفي اليوم الرابع من الهجوم، أصيب القائد الكردي روبار قامشلو، الذي تم تسمية العملية له، بجروح بالغة. القائد قامشلو توفي متأثرا بجروحه في 14 مايو.
وفي 10 مايو، تقدمت وحدات حماية الشعب على الطريق بين تل تمر وحلب. وفي 11 مايو، تقدمت وحدات حماية الشعب في منطقة الصالحية وواصلت تقدمها إلى الشمال الغربي من تل تمر في اليوم التالي، واستولت في نهاية المطاف على منطقة عالية بحلول 13 مايو.
وفي 15 مايو، تقدم وحدات حماية الشعب، بدعم من المجلس العسكري السرياني وحرس الخابور، تقدما في منطقة تل هرمز وسط استمرار القتال والهجوم بسيارة مفخخة من تنظيم الدولة الإسلامية في العراق والشام. وبعد ذلك بيومين، استولت وحدات حماية الشعب على أجزاء من تل هرمز وسط قصف متبادل من الجانبين وهجوم انتحاري بسيارة مفخخة من تنظيم داعش، في حين وقعت اشتباكات أيضا حول قرية الرزازة حيث وقعت غارات جوية للتحالف.
وفي 18 مايو، استولت القوات التي يقودها وحدات حماية الشعب على قريتين تطل على الطريق نحو جبل عبد العزيز. وفي اليوم التالي، استولت وحدات حماية الشعب على ثلاث قرى أخرى على الطريق باتجاه الجبل، حيث ضربها تنظيم الدولة الإسلامية في العراق والشام بتفجيرين انتحاريين باستخدام سيارة مفخخة. واجمالا، في الفترة ما بين 17 و19 مايو، استولت وحدات حماية الشعب على نحو 20 قرية.
وفي 20 مايو، استولت وحدات حماية الشعب الكردية والقوات المتحالفة معها على أجزاء واسعة من الجبل. وبالإضافة إلى ذلك، استولوا في 21 مايو، على قرية أغايش، الواقعة على الطريق بين القامشلي وحلب.
وفي 21 مايو، استولت القوات الكردية على القريتين الآشورية في طال شهيرة وتل نصري، فضلا عن قريتين آخرين. وهكذا، أكملت المرحلة الأولى من هجومها الذي استمر أسبوعين بنجاح، وأعادت الاستيلاء على القرى المسيحية التي سيطر عليها تنظيم الدولة الإسلامية في العراق والشام قبل ثلاثة أشهر واستيلائها على جبل عبد العزيز.

### ريف رأس العين
وفي 26 مايو، استولت وحدات حماية الشعب على بلدة مبروكة، في منطقة رأس العين الحدودية، مما يقربها من بلدة تل أبيض الحدودية التي يسيطر عليها تنظيم الدولة الإسلامية في العراق، حينئذ نقطة عبور رئيسية لتجارة النفط في السوق السوداء التي يقوم بها تنظيم الدولة الإسلامية في العراق والشام، والمقاتلين الأجانب من تركيا.
اجمالا، ومنذ 6 مايو، استولت وحدات حماية الشعب والقوات المتحالفة معها على 4,000 كيلومتر مربع من الأراضي في جميع أنحاء غرب محافظة الحسكة، بما في ذلك 230 بلدة وقرية ومزرعة.
وبعد الاستيلاء على مبروكة، شنت وحدات حماية الشعب هجمات على القرى التي يسيطر عليها تنظيم الدولة الإسلامية في العراق والشام على الحدود. وادعى الأكراد أن 184 من مقاتلي تنظيم الدولة الإسلامية قتلوا في الفترة من 25 إلى 28 مايو.
وفي 29 مايو، استولت وحدات حماية الشعب على ريف رأس العين بأكمله، بينما واصلت المرحلة الثانية من حملتها. وفي وقت لاحق من ذلك اليوم، وقعت اشتباكات على الحدود الإدارية بين الحسكة ومحافظتي الرقة، مما أدى إلى مقتل 30 مدنيا في نيس تال على الحدود السورية-التركية، وفقا للمرصد السوري لحقوق الإنسان. و على النقيض من ذلك، ادعت المصادر الكردية مقتل ما يقرب من 100 شخص. وقتل تنظيم الدولة الإسلامية في العراق والشام المدنيين أثناء محاولتهم الفرار من تقدم الجهاديين. وفي الوقت نفسه، أعدم الأكراد 20 مدنيا بتهم دعم تنظيم الدولة الإسلامية في العراق والشام وحرق وهدم منازل لمن يشتبه في أنهم من أنصار تنظيم الدولة الإسلامية في العراق والشام بالقرب من تل تمر ورأس العين.
وفي 31 مايو 2015، تقدم القوات الكردية إلى ما وراء حدود الحدود الإقليمية بين محافظتي الحسكة والرقة، وبذلك انتهت العمليات الهجومية داخل غرب محافظة الحسكة.

## بعد

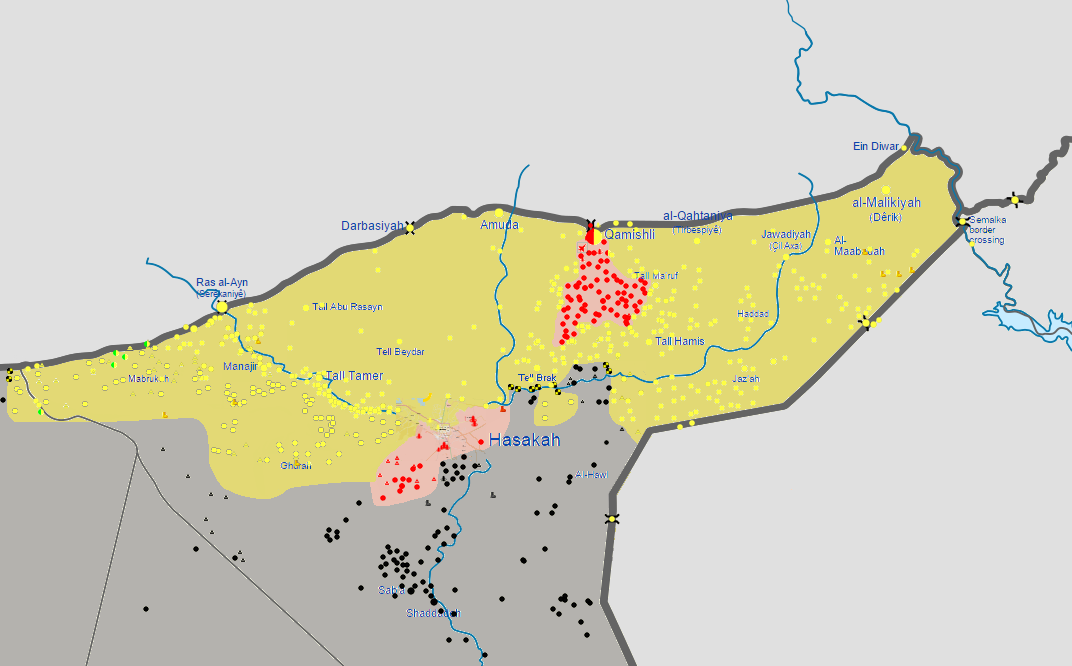
خريطة التغيرات الإقليمية في محافظة الحسكة، بعد الانتهاء من مرحلة الهجوم المضاد التي تقودها وحدات حماية الشعب في الحسكة، في 31 مايو 2015

في 30 مايو، شن تنظيم الدولة الإسلامية في العراق والشام هجوما باتجاه الجزء الخاضع لسيطرة الحكومة السورية من الحسكة، وأحرز تقدما في ضواحي المدينة بعد أن استهدف انتحاريان مواقع للجيش السوري، مما أسفر عن مقتل وإصابة 50 جنديا. وقد نشأ الهجوم من بلدة الشدادي التي يسيطر عليها تنظيم الدولة الإسلامية في العراق والشام، جنوب الحسكة، وكان الهجوم الثالث الذي شنته المنظمة الجهادية على المدينة في عام 2015.
وفي 31 مايو، استولت القوات الكردية على أربع قرى على الحدود الإقليمية بين الحسكة والرقة. وأفاد المرصد السوري لحقوق الإنسان أيضا بأن الاشتباكات مستمرة بين وحدات حماية الشعب الكردية وقوات تنظيم الدولة الإسلامية في جنوب غرب رأس العن.
وفي 15 يوليو 2015، حاول متشدد من تنظيم الدولة الإسلامية شن هجوم انتحاري في المنطقة بين تل براك والهول؛ ومع ذلك، تم القبض عليه من قبل وحدات حماية الشعب، وتم نزع سلاح المتفجرات.
وفي 17 يوليو، هاجم ثلاثة من مقاتلي تنظيم الدولة الإسلامية في العراق والشام قرية نيستال، إلى الغرب من بلدة مبروكة. وأفادت الأنباء أن أحد المسلحين لقي مصرعه بينما فر آخر عبر الحدود إلى تركيا.
وفي 8 أغسطس 2015، نفذ مقاتلو تنظيم الدولة الإسلامية في العراق والشام هجوما على قرية أبو حمال، إلى الجنوب من تل حميس. وشنت وحدات حماي الشعب ووحدات حماية المرأة هجوما مضادا مما أجبر تنظيم الدولة الإسلامية على الانسحاب من المنطقة.

## وصلات خارجية
- Operation Inherent Resolve airstrike updates
- ISIL frontline maps (Syria)
- Khabur Valley offensive frontline maps